# 韓麒麟
韓麒麟（433年—488年），昌黎郡棘城县（今遼寧省義縣西北）人。自稱是西漢大司馬韓增的後人。北魏官員。

## 生平
韓麒麟年輕時就很好學，姿顏俊美，更擅長騎射。魏太武帝太子拓跋晃監國時以韓麒麟為東曹主簿。魏文成帝即位後獲賜爵魯陽男 , 加伏波將軍。天安二年（467年），韓麒麟隨慕容白曜進攻南朝宋青冀二州之地，而慕容白曜在攻陷升城後因為早前升城堅守不降而造成魏軍不少傷亡，打算坑殺城內民眾作報復。韓麒麟則稱當時正在敵境進攻，需要以寬威厚惠示人，大敵未除之下濫殺會令其他守軍都死守不敢降，增加進攻難度，戰事被這樣拖長下去必會影響大局。慕容白曜聽從，讓人民恢復本來生活。隨後，慕容白曜表韓麒麟為冠軍將軍，讓他與宋降人房法壽對為冀州刺史，而韓麒麟亦自轄境收取義租六十萬斛以及攻城器械，有效地支援白曜進攻宋青州刺史沈文秀固守的東陽城，最終助慕容白曜在皇興三年（469年）完成攻取二州土地的軍事行動。不過，慕容白曜在翌年（470年）就被誅殺，韓麒麟亦受牽連而被召回京，閒置多年。
魏孝文帝即位後，以韓麒麟為給事黃門侍郎，派往招撫徐兗地區，成功招得四千多家叛民歸順。不久更獲授冠軍將軍、齊州刺史、假魏昌侯。韓麒麟治州很少用刑罰對付人民，這令到其從事劉普慶問他這樣何以立威於民，韓麒麟則答稱刑罰是不得已才用，而既然人民沒有犯法就沒必要用刑殺戮；更稱若果真的要這樣立威名，該對付的就是劉普慶本人。劉普慶聽後既慚愧又恐懼。韓麒麟又留意到新歸附的人士都沒獲得官職，就上書朝廷建議地方守宰之職應用當地豪門望族人士，並且擴充其官署人手以容納更多當地賢士，從而以授官方式安撫當地大族並有效穩定地方。建議獲得朝廷採納。
太和十一年（487年），北魏首都平城發生大饑荒，韓麒麟上書附述平城常住人口中有三分之二都是沒有從事農務生產的，認為饑荒是源於農事不足，無法建立糧食儲備導致。他分析了平城人奢侈浪費，競逐華貴的習慣，認為要禁止奢侈品及將吉凶禮儀建立標準, 避免鋪張浪費；同時計口授田, 並且派員巡察和以獎勵鼓勵人民耕作。另亦建議改變賦稅政策，減少收取絹布而增加縠糧租額，官家建立起足夠糧儲就能避免饑荒。
太和十二年（488年）春季，韓麒麟去世，時年五十六歲。他遺命兒子們喪事要行儉約, 死時家中才只有數十匹俸給的絹布。朝廷贈其散騎常侍、安東將軍、燕郡公，諡曰康。

## 家庭

### 夫人
- 乐浪王氏，北魏库部给事中、河内郡太守、博平男王定国之女[1]

### 子女
- 韓興宗，長子，秘書中散
- 韓顯宗，興宗弟，鎮南諮議參軍，因參與進攻南齊戰事而在上表中自恃功勳，遂遭尚書彈劾，改以白衣領職。
- 韓氏，嫁幽營二州刺史、廣陽靖侯王道岷。其女嫁元願平[2]

## 延伸阅读
[在维基数据编辑]
 在维基文库阅读此作者作品
 《魏書/卷60》，出自魏收《魏书》
 《北史·卷040》，出自李延壽《北史》